# Тортеллини
Тортелли́ни (итал. Tortellini) — итальянские пельмени из пресного теста с мясом, сыром или овощами. Историческая родина тортеллини — регион Эмилия, однако сейчас эту разновидность макаронных изделий готовят по всей Италии. По своей форме тортеллини напоминают маленькие пельмени, уголки которых соединяют, чтобы получилось кольцо или бутончик.
Имеется несколько разновидностей тортеллини — более крупные тортелли и тортеллони и совсем мелкие тортелетти.
Цвет теста для тортеллини может быть различным, и зависит от добавок: например, шпинат придает тесту зелёную окраску, а томат — красную. В качестве мясной начинки итальянцы обычно используют курицу, ветчину или мортаделлу, из сыра — пармезан или рикотту.
Тортеллини принято подавать с соусом или в бульоне (tortellini in brodo). В качестве бульона, в котором принято подавать тортеллини, итальянцы признают только бульон из каплуна. Соус может быть томатный, сливочный или грибной.

## Варианты сервировки тортеллини

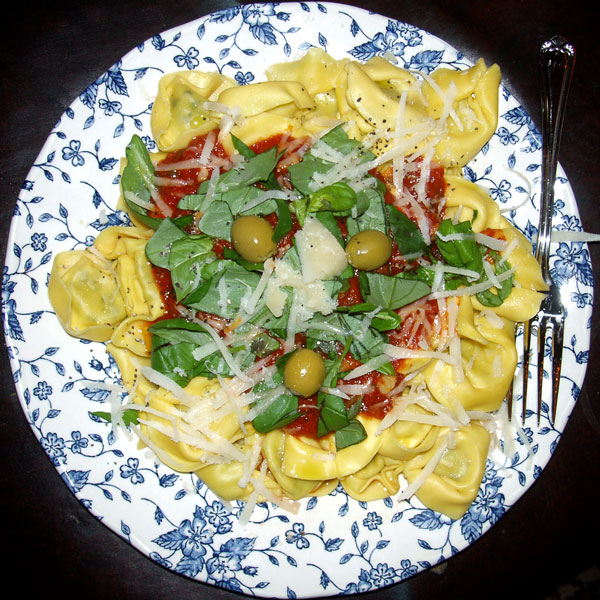
С оливками, базиликом и пармезаном
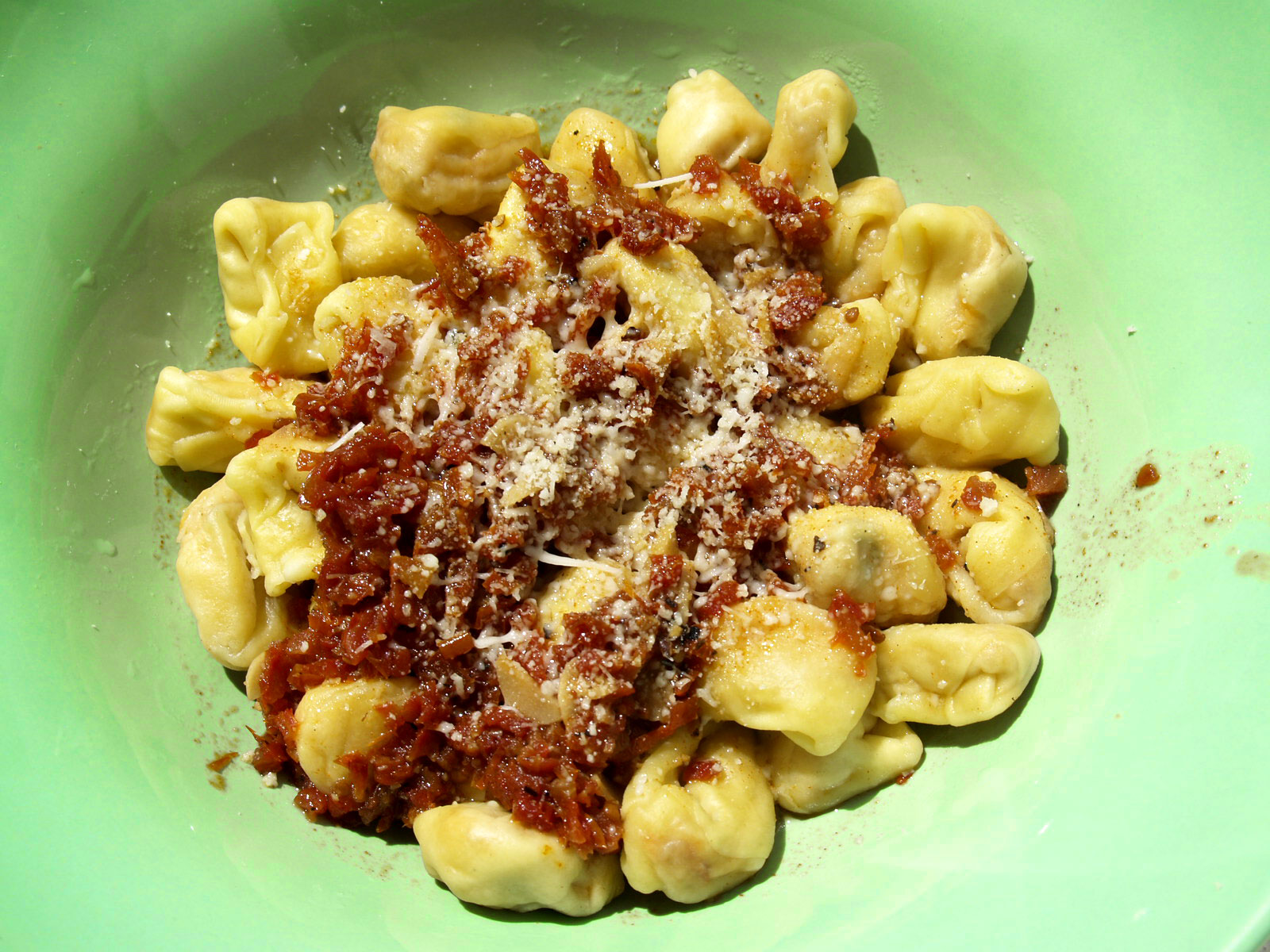
С томатным соусом
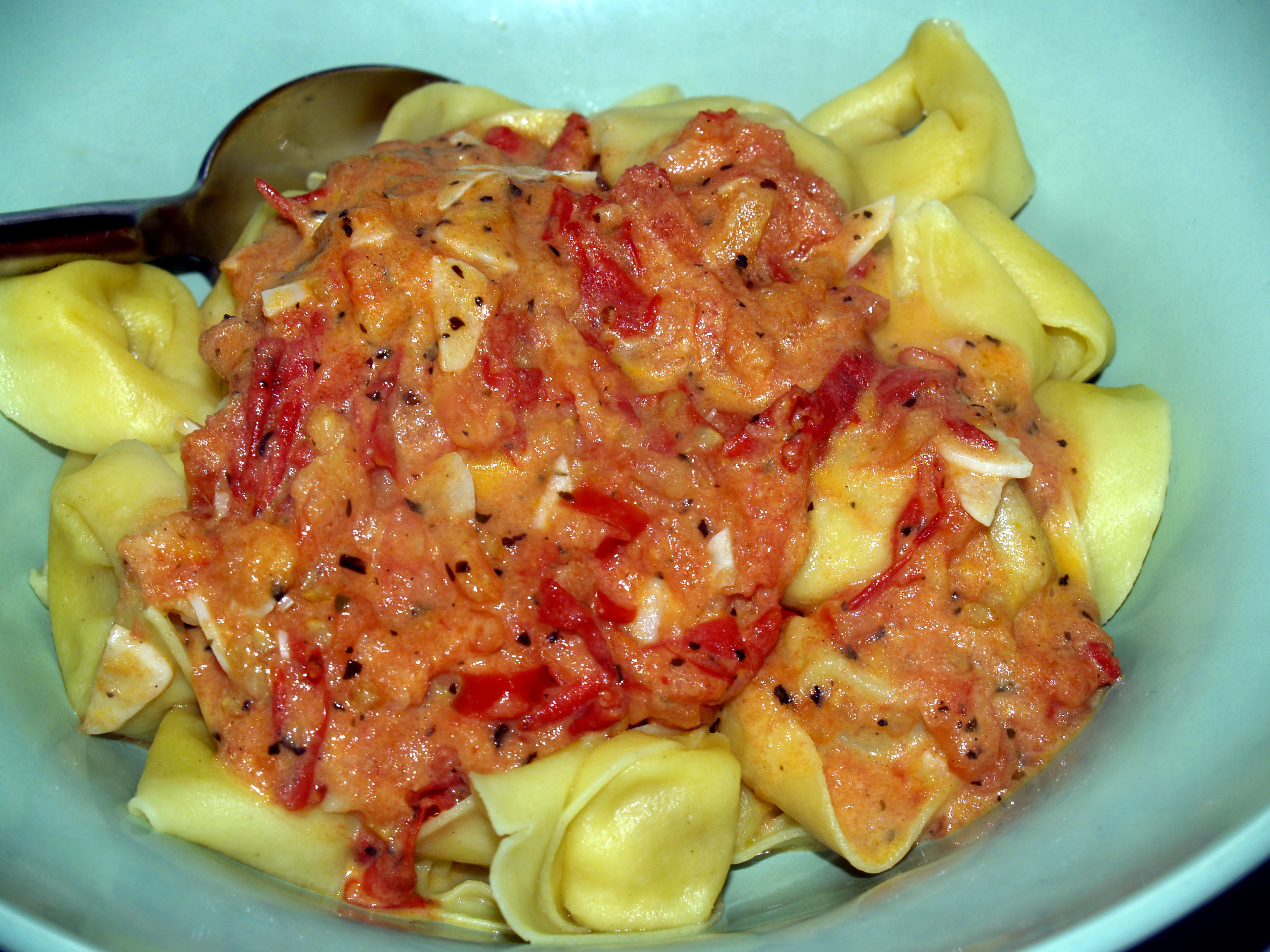
C трюфелем, сыром фонтина и помидорами
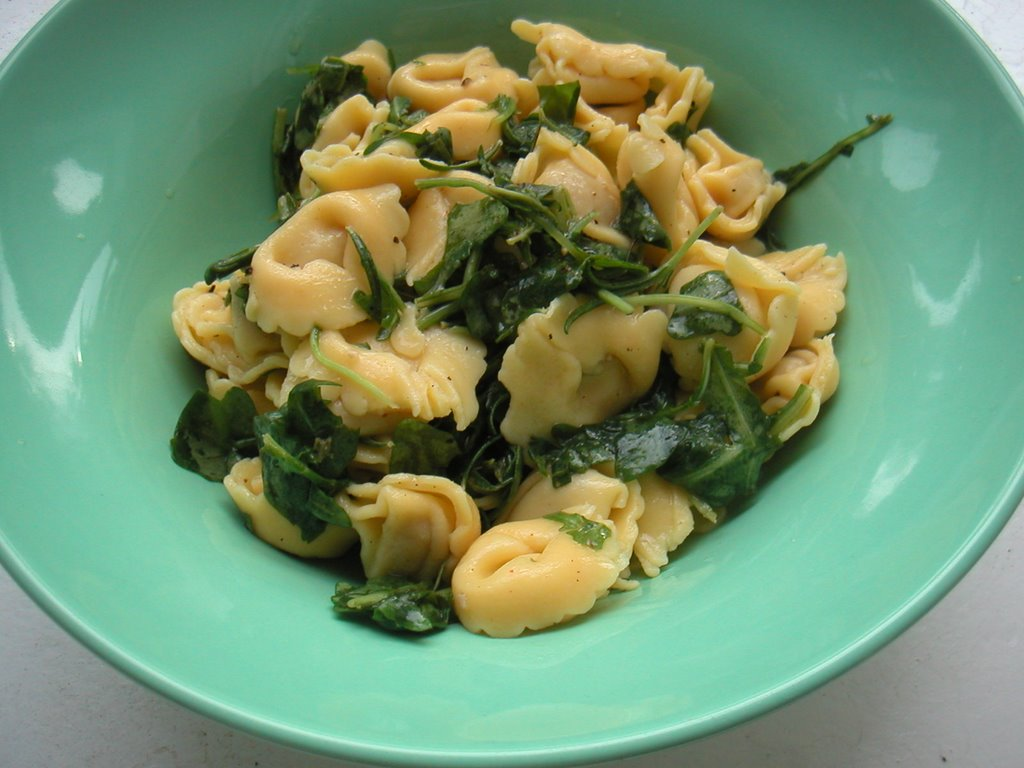
С руколой и лимонным соком